# Welcome to Wherever You Are (песня Bon Jovi)
«Welcome to Wherever You Are» — это песня Bon Jovi с альбома Have a Nice Day, выпущенном в 2005 году. Композиция была издана как третий сингл в США, после «Have a Nice Day» и «Who Says You Can't Go Home», хотя в мире она была выпущена как второй сингл.

## Позиции в чартах
Песня «Welcome to Wherever You Are» не имела того же успеха, что её предшественники «Have a Nice Day» и «Who Says You Can't Go Home», хотя она попала в чарты нескольких европейских стран, включая Великобританию, оказавшись на 19 строчке; Италию — 33 место и 40 место в Германии.

## Лирическое содержание
«Welcome to Wherever You Are» это песня утверждения. Она призывает принять себя таким (человека), какой ты есть, что поможет чувствовать себя лучше в этом мире. Требования Джона Бон Джови к песне-это сильное влияние президентских выборов, проходивших в 2004 году. Все это время Джон выступал в поддержку за Джона Кэрри. Также эта песня примечательна тем, что в ней, как и в немногих других композициях Bon Jovi, отсутствует гитарное соло.
Также эта песня является названием 7 эпизода сериала Западное Крыло. В этой серии можно увидеть Джона, который одобряет выдвижение в президенты вымышленного Мэтта Сантоса.

## Трек-листы

### UK CD1
1. «Welcome to Wherever You Are» (Jeremy Wheatley Mix)
2. «Last Man Standing» (Записан на живом выступлении в Nokia Theatre на Times Square, Нью-Йорк, 19 сентября 2005 года)

### UK CD2
1. «Welcome to Wherever You Are» — (Jeremy Wheatley Mix)
2. «Someday I’ll Be Saturday Night» — (Записан на живом выступлении в Nokia Theatre на Times Square, Нью-Йорк, 19 сентября 2005 года)
3. «Wanted Dead or Alive» (Записан на живом выступлении в Nokia Theatre на Times Square, Нью-Йорк, 19 сентября 2005 года)

### DVD
1. «Welcome to Wherever You Are» (Музыкальное видео)
2. «Have A Nice Day» — (Записан на живом выступлении в Nokia Theatre на Times Square, Нью-Йорк, 19 сентября 2005 года)
3. «Who Says You Can’t Go Home» (Записан на живом выступлении в Nokia Theatre на Times Square, Нью-Йорк, 19 сентября 2005 года) (Аудио только с фотографиями)